# Grünhain-Beierfeld
Grünhain-Beierfeld é uma cidade da Alemanha localizada no distrito de Erzgebirgskreis, região administrativa de Chemnitz, estado da Saxônia.